# 地下式原子力発電所政策推進議員連盟
地下式原子力発電所政策推進議員連盟（ちかしきげんしりょくはつでんしょ せいさくすいしんぎいんれんめい）は、日本の国会議員による超党派の議員連盟。略称は地下原発議連。
東京電力福島第一原子力発電所事故発生後の2011年5月、地下式原子力発電所の建設を推進する国会議員により結成され、5月31日に第1回の勉強会が開催された。主要な電力は将来も原子力でまかなう必要があるとして、原発事故の封じ込めが可能な地下原発の推進を要望するとしている。

## 役員
会長
- （空席）

顧問
- （空席）

事務局長
- （空席）

その他
- 高市早苗（自由民主党）
- 石破茂（自由民主党）

## メンバー
- 松下新平（自由民主党）

## 所属していた役員・メンバー
- 西岡武夫（2011年に死去）
- 鳩山由紀夫（顧問・2012年に引退）
- 渡部恒三（顧問・2012年に引退）
- 森喜朗（顧問・2012年に引退）
- 古賀誠（2012年に引退）
- 中川秀直（2012年に引退）
- 山岡賢次（2012年に落選）
- 石井一（顧問・2013年に落選）
- 羽田孜（顧問・2017年に死去）
- 谷垣禎一（顧問・2017年に引退）
- 平沼赳夫（会長・2017年に引退）
- 松木謙公（2017年に落選）
- 亀井静香（顧問・2017年に引退）
- 中山恭子（2019年に引退）
- 山本拓（事務局長・2021年に落選）
- 塩崎恭久（2021年に引退）
- 安倍晋三（顧問・2022年に死去）
- 山本有二（顧問・2024年に落選）